# Cyathea falcata
Cyathea falcata är en ormbunkeart som först beskrevs av Georg Heinrich Mettenius och Oskar Kuhn, och fick sitt nu gällande namn av Karel Domin. Cyathea falcata ingår i släktet Cyathea och familjen Cyatheaceae. Inga underarter finns listade.